# Адольф, Йозеф
Йозеф Адольф (нем. Josef Adolf, род. 14 мая 1898 года, Пец-под-Снежкой, Австро-Венгрия — ум. 30 ноября 1951 года, Фихтах, Германия) — чехословацкий двоеборец и лыжник, участник первых зимних Олимпийских игр 1924, серебряный призёр чемпионата мира 1925 года.

## Спортивная биография
Заниматься лыжными гонками Адольф начал в 7 лет.
В 1924 году Йозеф Адольф представлял Чехословакию на первых в истории зимних Олимпийских играх во французском городе Шамони. В отличие от большинства других спортсменов, выступавших в нескольких видах спорта, Йозеф принял участие только в соревнованиях двоеборцев. Прыжковая часть для Адольфа сложилась крайне неудачно. По итогам двух прыжков чехословацкий спортсмен показал только 18-й результат, набрав 12,916 балла. В лыжных гонках Йозеф сумел показать хороший результат, заняв 5-е место, показав на 18-километровой дистанции время 1:25:29. Сумма в двоеборье рассчитывалась, как среднее значение, полученное по итогам прыжков и лыжной гонки. Заработав по итогам соревнований 13,771 балла, Йозеф занял 6-е место.
В 1925 году прошёл второй чемпионат мира по лыжным видам спорта. Там Йозеф выступил, как в лыжных гонках, так и в лыжном двоеборье. В лыжах Адольф на обеих дистанциях был близок к завоеванию медалей, но оба раза оставался на обидном 4-м месте. В лыжном двоеборье Адольф смог попасть в тройку призёров, заняв второе место и, уступив только своему соотечественнику Отагару Немецки.